# مهنى (تشيلو)
مهنى (بالفارسية: مهنا) هي منطقة سكنية تقع في إيران في قسم تشيلو الريفي. يقدر عدد سكانها بـ 90 نسمة بحسب إحصاء 2016.